# إسماعيل يس في متحف الشمع (فلم)
إسماعيل يس في متحف الشمع فيلم مصري كوميدي إنتاج عام 1955 بطولة إسماعيل يس وعبد الفتاح القصري وسناء جميل وكيتي.

## أحداث الفيلم
يعمل إسماعيل وعبد الفتاح في أحد دور الحانوتية، يتسببون في المشكلات فينتقلون للعمل في متحف الشمع، الذي تديره عصابة لتهريب المجوهرات الثمينة.

## وصلات خارجية
مقالات تستعمل روابط فنية بلا صلة مع ويكي بيانات